# Cúp quốc gia Scotland 1948–49
 Cúp quốc gia Scotland 1948–49 là mùa giải thứ 64 của giải đấu bóng đá loại trực tiếp uy tín nhất Scotland. Chức vô địch thuộc về Rangers khi đánh bại Clyde trong trận Chung kết.

## Vòng Một
| Đội nhà              | Tỉ số | Đội khách            |
| -------------------- | ----- | -------------------- |
| Alloa Athletic       | 8 – 3 | Montrose             |
| Arbroath             | 3 – 4 | Partick Thistle      |
| Ayr United           | 2 – 1 | Queen's Park         |
| Clyde                | 2 – 0 | Fraserburgh          |
| Cowdenbeath          | 6 – 2 | Keith                |
| Dumbarton            | 5 – 2 | Kilmarnock           |
| Dundee               | 5 – 1 | St Johnstone         |
| Dundee United        | 4 – 3 | Celtic               |
| East Fife            | 2 – 1 | Falkirk              |
| Forfar Athletic      | 0 – 4 | Hibernian            |
| Hamilton Academical  | 1 – 2 | Albion Rovers        |
| Hearts               | 4 – 1 | Airdrieonians        |
| Inverness Caledonian | 2 – 2 | Greenock Morton      |
| Leith Athletic       | 0 – 1 | Raith Rovers         |
| Motherwell           | 3 – 0 | Stranraer            |
| Queen of the South   | 2 – 0 | East Stirlingshire   |
| Rangers              | 6 – 1 | Elgin City           |
| St Mirren            | 2 – 0 | Stirling Albion      |
| Stenhousemuir        | 2 – 0 | Dunfermline Athletic |
| Third Lanark         | 2 – 1 | Aberdeen             |

### Đá lại
| Đội nhà         | Tỉ số | Đội khách            |
| --------------- | ----- | -------------------- |
| Greenock Morton | 2 – 0 | Inverness Caledonian |

## Vòng Hai
| Đội nhà         | Tỉ số | Đội khách          |
| --------------- | ----- | ------------------ |
| Alloa Athletic  | 1 – 3 | Clyde              |
| Ayr United      | 0 – 2 | Greenock Morton    |
| Cowdenbeath     | 1 – 2 | East Fife          |
| Dumbarton       | 1 – 1 | Dundee United      |
| Dundee          | 0 – 0 | St Mirren          |
| Hearts          | 3 – 1 | Third Lanark       |
| Hibernian       | 1 – 1 | Raith Rovers       |
| Motherwell      | 0 – 3 | Rangers            |
| Partick Thistle | 3 – 0 | Queen of the South |
| Stenhousemuir   | 5 – 1 | Albion Rovers      |

### Đá lại
| Đội nhà       | Tỉ số | Đội khách |
| ------------- | ----- | --------- |
| Dundee United | 1 – 3 | Dumbarton |
| Raith Rovers  | 3 – 4 | Hibernian |
| St Mirren     | 1 – 2 | Dundee    |

## Vòng Ba
| Đội nhà         | Tỉ số | Đội khách |
| --------------- | ----- | --------- |
| Hearts          | 3 – 0 | Dumbarton |
| Greenock Morton | 0 – 2 | Clyde     |

## Tứ kết
| Đội nhà       | Tỉ số | Đội khách       |
| ------------- | ----- | --------------- |
| Hearts        | 2 – 4 | Dundee          |
| Hibernian     | 0 – 2 | East Fife       |
| Rangers       | 4 – 0 | Partick Thistle |
| Stenhousemuir | 0 – 1 | Clyde           |

## Bán kết
| Clyde | v | Dundee |
| ----- | - | ------ |
|       |   |        |

| Rangers | v | East Fife |
| ------- | - | --------- |
|         |   |           |

### Đá lại
| Clyde | v | Dundee |
| ----- | - | ------ |
|       |   |        |

## Chung kết
| Rangers                                   | v          | Clyde    |
| ----------------------------------------- | ---------- | -------- |
| Young pen', pen' · Williamson · Duncanson | Soccerbase | Galletly |

### Đội bóng
| RANGERS:         |  |                  |
|                  |  |                  |
| GK               |  | Bobby Brown      |
| RB               |  | George Young     |
| LB               |  | Jock Shaw        |
| RH               |  | Ian McColl       |
| CH               |  | Willie Woodburn  |
| LH               |  | Sammy Cox        |
| RW               |  | Willie Waddell   |
| IR               |  | Jimmy Duncanson  |
| CF               |  | Willie Thornton  |
| IL               |  | Billy Williamson |
| LW               |  | Eddie Rutherford |
| Huấn luyện viên: |  |                  |
| Bill Struth      |  |                  |

| CLYDE:           |  |                  |
|                  |  |                  |
| GK               |  | Stan Gullan      |
| RB               |  | Alex Gibson      |
| LB               |  | Frank Mennie     |
| RH               |  | Jim Campbell     |
| CH               |  | Bob Milligan     |
| LH               |  | Hugh Long        |
| RW               |  | Roy Davies       |
| IR               |  | Archie Wright    |
| CF               |  | Alex Linwood     |
| IL               |  | Peter Galletly   |
| LW               |  | Charlie Bootland |
| Huấn luyện viên: |  |                  |
| Paddy Travers    |  |                  |